# حيرام وارنر فارنزورث
حيرام وارنر فارنزورث هو سياسي أمريكي، ولد في 13 أكتوبر 1816، وتوفي في 26 يوليو 1899. نشط حزبياً في الحزب الجمهوري. وقد انتخب عضو مجلس ولاية كانساس ‏.